# 尹伟伦
尹伟伦（1945年9月18日—），男，汉族，天津人，中华人民共和国生物学、森林培育学家，中国共产党党员，中国工程院院士，曾任中国工程院农业学部主任、北京林业大学校长，第十一届全国政协委员。

## 生平
尹伟伦毕业于北京林学院。2008年，当选第十一届全国政协委员，代表农业界，分入第三十八组。并担任人口资源环境委员会专委。